# Athyrium atkinsonii
Athyrium atkinsonii är en majbräkenväxtart som beskrevs av Richard Henry Beddome.
Athyrium atkinsonii ingår i släktet Athyrium och familjen Athyriaceae. Inga underarter finns listade i Catalogue of Life.